# زهرة فريث
زهرة ديكسون فريث (1925 - 20 مايو 2015) هي كاتبة بريطانية، ابنة هارولد ديكسون (المتوفي عام 1959) والسيدة فيوليت ديكسون (المتوفية في 4 يناير 1991)، كتبت العديد من الكتب حول الشرق الأوسط.
زهرة ديكسون نشأت في الكويت ودرست في مدرسة داخلية في إنجلترا. أول كتاب لها، الكويت كانت منزلي نشر في 1956. توفيت زهرة في 20 أيار / مايو 2015 بعد مرض أصابها.

## وصلات خارجية
- Article about Zahra Freeth